# Корчмар, Григорий Овшиевич
Григо́рий О́вшиевич Корчма́р (род. 11 декабря 1947, Балтийск) — советский и российский композитор и пианист, заслуженный деятель искусств Российской Федерации (1996), профессор Российского педагогического института им. А. И. Герцена, художественный директор международного фестиваля «Петербургская музыкальная весна», председатель правления Санкт-Петербургского Союза композиторов (с 2006 года). В 2008 Корчмару был присуждён грант президента РФ на осуществление проекта «Из „золотого“ архива петербургской музыки».

## Биография
Окончил Ленинградскую консерваторию им. Н. А. Римского-Корсакова по двум специальностям: «композиция» (класс В. Н. Салманова) и «фортепиано» (класс П. А. Серебрякова). В течение всей своей творческой жизни сочетает композиторскую деятельность с исполнительской (пианист и клавесинист в камерном ансамбле «Солисты Санкт-Петербурга»).
Автор 150 сочинений в различных жанрах, в том числе: 3 оперы, 4 симфонии, 2 симфониетты, 11 инструментальных концертов, одночастные симфонические сочинения, произведения кантатно-ораториального плана, хоровые циклы, камерные вокальные и инструментальные сочинения, музыка для детей и юношества. Григорий Корчмар — автор многочисленных транскрипций музыки других авторов для разнообразных исполнительских составов.
Первая премия Международного конкурса им. С. С. Прокофьева, премия Правительства Санкт-Петербурга.

## Семья
Отец — участник Великой Отечественной войны Овший Гершонович Корчмар (17 октября 1913, Меджибож — 1972, Ленинград), управляющий уполномоченного НКВМФ СССР, инженер-майор.
Брат — дирижёр Леонид Овшиевич Корчмар.

## Сочинения
- 4 симфонии
- Sonata dolorosa для виолончели и фортепиано
- Концерт для трубы и струнного оркестра
- Дорогой Сергей Сергеич! Концерт-послание С. С. Прокофьеву. Для скрипки с оркестром
- «… Которого любит душа моя …». Поэма для фортепиано
- До свиданья, милый друг. Фантазия на тему В. Гаврилина для двух фортепиано
- Ссора Ленского с Онегиным. Вальс-парафраз для скрипки и фортепиано
- "Серенады белых ночей, или, Петербургские серенады". Сюита для гитары.
- Вокальные циклы: «Песни скорби и утешения», «Отражения», «Пушкинские эпиграммы», «Песни разлуки» и др.
- Оперы
- Балеты

## Награды и звания
- Заслуженный деятель искусств Российской Федерации (1996)[3]
- Медаль ордена «За заслуги перед Отечеством» II степени (2005)[4]
- «Золотая пушкинская медаль»
- Лауреат премии Правительства Санкт-Петербурга в области литературы, искусства и архитектуры (2003)